# Зенде
Зенде (на немски: Sehnde) е от 18 октомври 1997 г. град в окръг Хановер, в Долна Саксония, Германия, с 23 181 жители (към 31 декември 2013) и площ 103,44 km².
Намира се югозападно от Хановер. Градът се състои от 15 части.
Зенде е споменат за пръв през 1147 г. Днешната част на града Васел е споменат за пръв път през 1183 г. Oт бившето село Васел произлиза графският род фон Васел, споменат за пръв през 1187 и 1198 г., който изчезва през 12 век.